# Jasmijn Bakker
Jasmijn Bakker (* 11. Oktober 1999) ist eine niederländische Mittelstreckenläuferin, die auch im Hindernislauf an den Start geht.

## Sportliche Laufbahn
Erste internationale Erfahrungen sammelte Jasmijn Bakker im Jahr 2015, als sie beim Europäischen Olympischen Jugendfestival in Tiflis in 8:48,80 min die Goldmedaille im 2000-Meter-Hindernislauf gewann. 2017 erreichte sie bei den U20-Europameisterschaften in Grosseto in 10:35,26 min Rang zehn und im Jahr darauf schied sie bei den U20-Weltmeisterschaften in Tampere mit 10:24,28 min im Vorlauf aus. 2019 erreichte sie bei den U23-Europameisterschaften in Gävle in 9:59,02 min den siebten Platz und gelangte im Dezember bei den Crosslauf-Europameisterschaften in Lissabon in 21:21 min auf den vierten Platz in der U23-Wertung und sicherte sich in der Teamwertung die Goldmedaille.
2016 und 2019 wurde Karaslan türkische Hallenmeisterin im 800-Meter-Lauf sowie 2015 auch über 1500 Meter.
2017 wurde Bakker niederländische Hallenmeisterin im 1500-Meter-Lauf.

## Persönliche Bestzeiten
- 1500 Meter: 4:25,41 min, 2. Juni 2017 in Nijmegen
  - 1500 Meter (Halle): 4:32,74 min, 1. März 2015 in Apeldoorn
- 3000 m Hindernis: 9:55,17 min, 25. Mai 2019 in Oordegem